# Maledivy
Maledivy, plným názvem Maledivská republika, známé i jako Maledivské souostroví, jsou souostrovní stát v jižní Asii v Indickém oceánu. Maledivy leží jihozápadně od Srí Lanky a Indie, asi 750 km od pevniny asijského kontinentu. Řetěz 26 hlavních maledivských korálových atolů se táhne napříč rovníkem od atolu Ihavandhippolhu na severu po atol Addu na jihu. Maledivy jsou nejplošší a nejníže položenou zemí na světě s maximální přírodní výškou pouhých 2,5  m nad hladinou moře, panuje tu horké a často vlhké tropické monzunové podnebí. Na ploše 300 km² žije 515 tisíc obyvatel,  což z nich činí druhou nejméně lidnatou a nejmenší zemi v Asii a devátou nejmenší zemi na světě, ale zároveň jednou z nejhustěji osídlených zemí. Tři čtvrtiny jsou státní příslušníci, jedna čtvrtina cizinci. Hlavním a nejlidnatějším městem je Male, tradičně nazývané „Královský ostrov“. Úředním jazykem je maledivština, běžně se používá angličtina, všichni státní příslušníci se nominálně hlásí k sunnitskému islámu.   
Maledivy jsou osídleny již více než 2 500 let. Z „Královského ostrova“, díky jeho centrální poloze, vládly starověké královské dynastie. Doložený kontakt s okolním světem začal kolem roku 947 n. l., kdy ostrovy začali navštěvovat arabští cestovatelé. Ve 12. století, částečně díky významu Arabů a Peršanů jako obchodníků v Indickém oceánu, se na Maledivy dostal islám, který se brzy upevnil jako sultanát a rozvinul silné obchodní a kulturní vazby s Asií a Afrikou. Od poloviny 16. století se oblast dostávala pod rostoucí vliv evropských koloniálních mocností a v roce 1887 se Maledivy staly britským protektorátem. Nezávislost na Spojeném království byla vyhlášena v roce 1965 a v roce 1968 vznikla prezidentská republika. Následující desetiletí byla ve znamení politické nestability, snah o demokratické reformy a environmentálních problémů způsobených změnou klimatu a stoupající hladinou moře.
Maledivy jsou unitární prezidentskou republikou, hlavou státu i hlavou vlády je prezident, zákonodárnou moc má jednokomorový madžlis. Jsou klasifikovány jako země se smíšenou ekonomikou s vyšším středním příjmem. Ekonomicky jsou založeny především na cestovním ruchu, rybolovu a lodní dopravě. V indexu lidského rozvoje jim patří 93. místo, přičemž příjem na obyvatele je výrazně vyšší než u ostatních zemí jižní Asie. Maledivy jsou zakládajícím členem Jihoasijského sdružení pro regionální spolupráci, dále jsou členem Organizace spojených národů, Společenství národů, Organizace islámské spolupráce a Hnutí nezúčastněných zemí, a jsou partnerem pro dialog Šanghajské organizace pro spolupráci. 

## Dějiny
Prvními obyvateli byli okolo roku 500 př. n. l. pravděpodobně rybáři z Indie a Srí Lanky, zmínky o Maledivách však pocházejí už z 2. století př. n. l. od arabských obchodníků, kteří se zde zastavovali na odpočinek. Mezníkem je rok 1153, kdy panovník nařídil okamžitý přestup na islám. Před příchodem Portugalců v 16. století vládlo Maledivám celkem šest sultánských dynastií. Portugalská okupace v pravém slova smyslu trvala jen patnáct let a je považována za jedinou opravdovou nadvládu. Během staletí se souostroví opakovaně pokusili ovládnout jak Portugalci, tak Indové, později také Holanďané. V 17. století proto Maledivy přijaly ochranu od Holanďanů, kteří tehdy vládli Srí Lance. V té době byla také uzavřena mírová smlouva s Francouzi a Brity, jež jim zaručovala ochranu a zároveň vnitřní autonomii. Roku 1796 se Maledivy staly britským protektorátem. V roce 1965 Británie, která sehrála ve vývoji Malediv v průběhu několika století významnou roli, uznala souostroví za suverénní a nezávislý sultanát, čímž se zbavila odpovědnosti za jeho obranu. V roce 1968 byla vyhlášena republika, roku 1982 vstoupila do Společenství národů, z nějž v roce 2016 vystoupily, avšak v roce 2020 se k němu opět připojily.

## Státní symboly

### Vlajka
Maledivská vlajka je tvořena listem o poměru stran 2:3 se zeleným polem a širokým červeným okrajem. Uprostřed je bílý půlměsíc.

### Znak
Maledivský státní znak tvoří kokosová palma, přes kterou leží muslimský půlměsíc a z které vyrůstají dvě maledivské vlajky. To celé ještě obepíná stuha s arabským nápisem المحلديبية‎‎ (Ad-Dawlat Al-Mahaldheebiyya, česky Stát tisíce ostrovů).

## Geografie

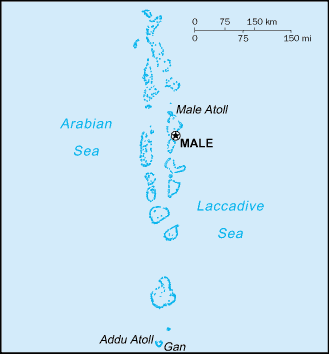
Mapa Malediv

Maledivy se skládají z 1 192 korálových ostrovů v Indickém oceánu jihozápadně od Indie a Srí Lanky seskupených do dvojitého řetězce 26 atolů, které se táhnou v délce 871 km od severu k jihu a 130 km od východu k západu a rozkládají se na ploše zhruba 90 000 km2, z čehož pouze 298 km2 tvoří souš, což z této země činí jednu z nejroztroušenějších na světě. Leží mezi 1 ° jižní šířky a 8 ° severní šířky a 72 ° a 74 ° východní délky. Atoly jsou tvořeny živými korálovými útesy a písečnými pruhy, které se nacházejí na vrcholu podmořského hřbetu dlouhého 960 km, který se prudce zvedá z hlubin Indického oceánu a táhne se od severu k jihu.
Pouze na jižním konci této přírodní korálové barikády se nacházejí dva otevřené průchody, které umožňují bezpečnou plavbu lodí z jedné strany Indického oceánu na druhou přes teritoriální vody Malediv. Pro správní účely uspořádala maledivská vláda tyto atoly do 21 správních jednotek. Největším ostrovem Malediv je ostrov Gan, který patří k atolu Laamu neboli Hahdhummathi Maledivy. Na atolu Addu jsou nejzápadnější ostrovy spojeny silnicemi přes útes (souhrnně nazývanými Link Road) a celková délka silnic je 14 km.
Maledivy jsou nejníže položenou zemí na světě - maximální a průměrná přírodní hladina zde dosahuje pouhých 2,4 m a 1,5 m nad mořem. V místech, kde se staví, se však tato hladina zvýšila na několik metrů. Více než 80 % území země tvoří korálové ostrovy, které se tyčí méně než jeden metr nad hladinou moře, a v důsledku toho Maledivám hrozí, že budou v důsledku stoupající hladiny moře zatopeny. Mezivládní panel pro změnu klimatu varoval, že při současném tempu stoupání mořské hladiny bude toto stoupání do roku 2100 natolik vysoké, že se Maledivy stanou neobyvatelnými.

### Podnebí

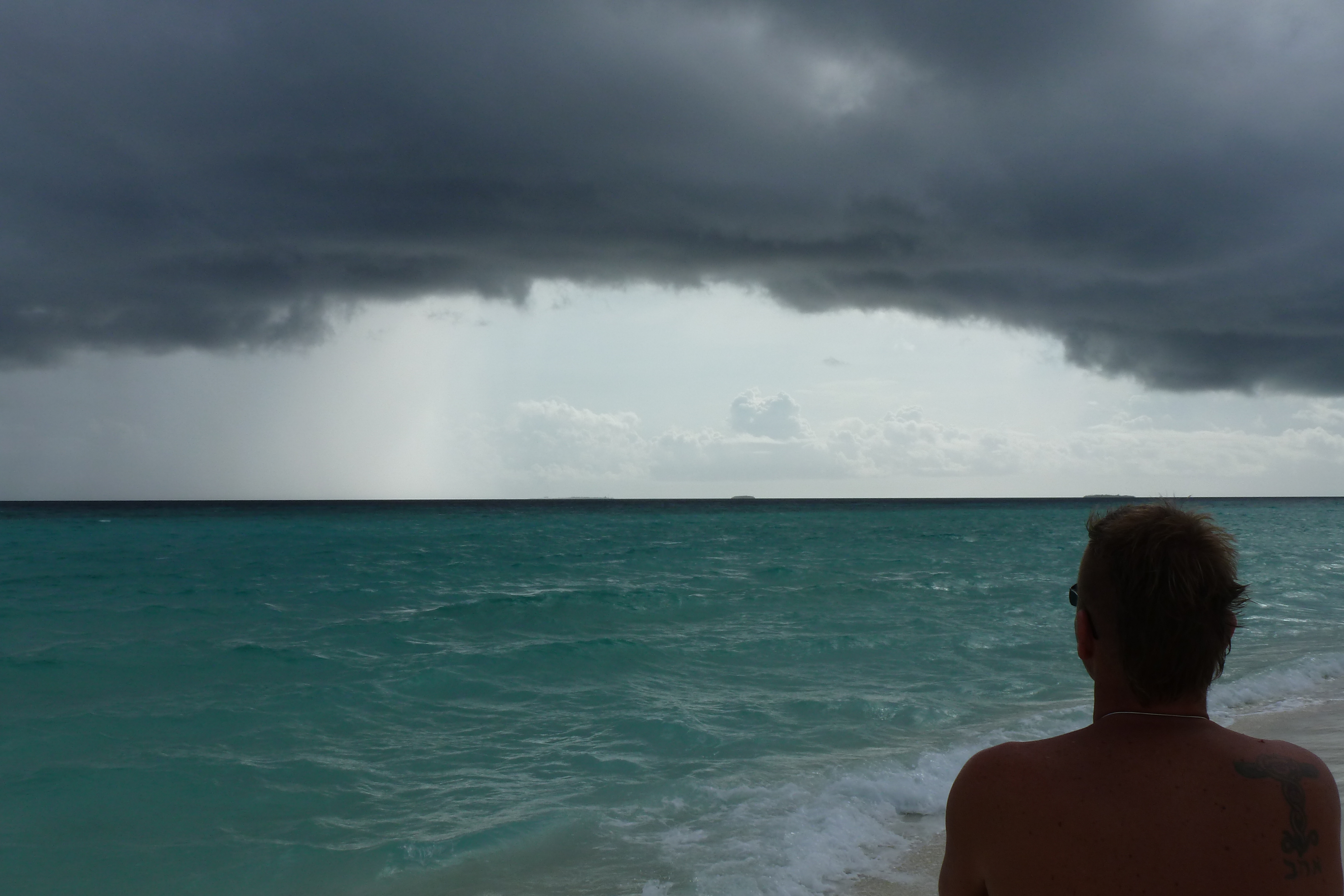
Tmavé mraky přinášející silný déšť, obvyklý v období dešťů

Maledivy mají tropické monzunové podnebí podle Köppenovy klasifikace podnebí, které je ovlivněno velkou pevninou jižní Asie na severu. Vzhledem k tomu, že Maledivy mají nejnižší nadmořskou výšku ze všech zemí na světě, je zde teplota neustále vysoká a je tu vysoká vlhkost. Přítomnost této masy vzduchu způsobuje rozdílné ohřívání půdy a vody. Od Indického oceánu přes jižní Asii sem proudí vzduch bohatý na vlhkost, což vede k jihozápadnímu monzunu. Počasí na Maledivách určují dvě roční období: období sucha spojené se zimním severovýchodním monzunem a období dešťů spojené s jihozápadním monzunem, který přináší silné větry a bouře.
Během dubna a května dochází k přechodu od suchého severovýchodního monzunu k vlhkému jihozápadnímu monzunu. V tomto období se jihozápadní větry podílejí na vzniku jihozápadního monzunu, který na Maledivy dorazí začátkem června a trvá až do konce listopadu. Průběh počasí na Maledivách se však ne vždy shoduje s monzunovým průběhem v jižní Asii. Průměrné roční srážky dosahují 254 cm na severu a 381 cm na jihu.
Vliv monzunů je na severu Malediv větší než na jihu, kde je více ovlivněn rovníkovým protiproudem.
Průměrná nejvyšší teplota je 31,5 stupně Celsia a průměrná nejnižší teplota 26,4 stupně Celsia.

## Politika
Maledivská politika se odehrává v rámci prezidentské zastupitelské demokratické republiky, v níž je prezident zároveň hlavou vlády prezident. Výkonnou moc vykonává vláda. Prezident stojí v čele výkonné moci a jmenuje kabinet; stejně jako v mnoha prezidentských demokraciích musí být každý člen kabinetu schválen parlamentem. Prezidenta spolu s jím vybraným viceprezidentem volí občané přímo v tajných volbách na pětileté funkční období. Po nástupu do funkce mohou být znovu zvoleni na druhé pětileté funkční období, což je limit povolený ústavou. Současným prezidentem Malediv je Mohamed Muizzu, když jeho předchůdce Ibráhím Muhammad Sulih prohrál v roce 2023 maledivské prezidentské volby.
Jednokomorový maledivský Madžlis se skládá z 93 poslanců, jejichž funkční období je pětileté a celkový počet poslanců zastupujících jednotlivé volební obvody závisí na celkovém počtu obyvatel daného obvodu. Poslední parlamentní volby se konaly v dubnu 2024.
Maledivský právní systém vychází především z tradičního islámského práva. Existuje zde Nejvyšší soud, který má 5 soudců včetně předsedy Nejvyššího soudu. Předsedu Nejvyššího soudu jmenuje prezident na základě doporučení Komise pro soudnictví. Před jeho nástupem do funkce musí jmenování schválit parlament. Kromě Nejvyššího soudu existuje také Vrchní soud (dvě pobočky), trestní soud, občanskoprávní soud, rodinný soud, soud pro mladistvé, soud pro drogy a mnoho nižších soudů na každém atolu/ostrově. Generální prokurátor je součástí kabinetu a před nástupem do funkce potřebuje rovněž souhlas parlamentu.
Podle nové ústavy z roku 2008 je funkce místní samosprávy přenesena na Radu atolu, která spravuje každý atol, a na Radu ostrova, která spravuje každý obydlený ostrov. Ostrovní radní jsou voleni obyvateli jednotlivých ostrovů a atolové rady jsou zase voleny ostrovními radami.
Ústava Malediv vyžaduje, aby prezident byl: maledivský občan narozený rodičům, kteří jsou maledivskými občany, a který není zároveň občanem cizí země; muslim a stoupenec sunnitské školy islámu.
Maledivy byly v roce 2023 podle indexů V-Dem Democracy celkově 9. nejdemokratičtější zemí Asie.

### Mezinárodní politika
Maledivy jsou zakládajícím členem Jihoasijského sdružení pro regionální spolupráci, dále jsou členem Organizace spojených národů, Společenství národů, Organizace islámské spolupráce a Hnutí nezúčastněných zemí, jsou partnerem pro dialog Šanghajské organizace pro spolupráci. Maledivy udržují kontakt s Evropskou unií, která dotuje nové projekty v oblasti cestovního ruchu. 

### Přehled hlav státu
Hlavou státu je od roku 1968 prezident, do roku 1968 to byl sultán (kromě let 1953 a 1954). Níže jsou chronologicky uvedeni nejvyšší představitelé státu počínaje rokem 1945:
Sultán
- Amin `Abd al-Majid Didi: 3. října 1945 – 21. února 1952 (†)

Předseda maledivského protektorátu
- Amir Ahmad Muhammad Amin Didi: 21. února 1952 – 1. ledna 1953 († 1954)

Prezident republiky
- Amir Ahmad Muhammad Amin Didi: 1. ledna 1953 – 2. září 1953 († 1954)
- Amir Ibrahim Muhammad Didi: 2. září 1953 – 7. března 1954

Sultán
- Ali Muhammad Farid Didi: 7. března 1954 – 11. listopadu 1968 († 1969)

Prezident republiky
- Ibrahim Nasir R. Kilagefaanu: 11. listopadu 1968 – 11. listopadu 1978
- Maumoon Abdul Gayoom: 11. listopadu 1978 (znovuzvolen 1983, 1988, 1993, 1998 a 2003) – 11. listopadu 2008
- Mohammad Nasheed: 11. listopadu 2008 – 7. února 2012[22]
- Mohamed Vahíd Hasan: 7. února 2012 – 17. listopadu 2013
- Abduláh Jamín: 17. listopadu 2013 – 17. listopadu 2018
- Ibráhím Muhammad Sulih: 17. listopadu 2018 – 2023
- Mohamed Muizzu od roku 2023

## Obyvatelstvo

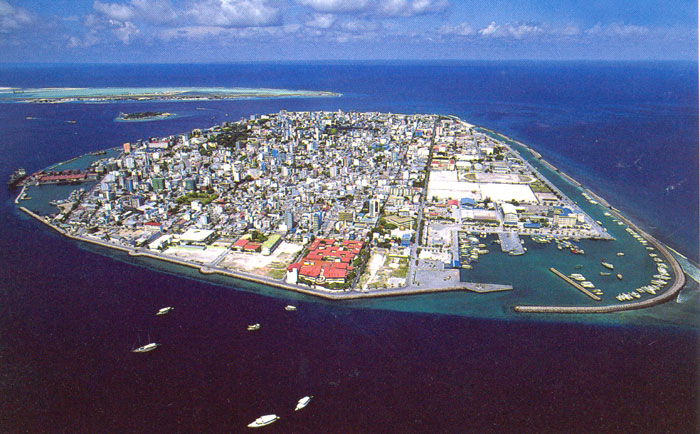
Hlavní město Male pokrývá celý stejnojmenný ostrov. V pozadí vlevo mezinárodní letiště Male na sousedním ostrově Hulhulé

Podle sčítání lidu bylo ke konci roku 2022 bylo na Maledivách evidováno celkem 515 132 obyvatel, z toho 382 639 jsou Maledivci (přibližně 75 %) a 132 493 obyvatele zahraničního původu (přibližně 25 %). Počet obyvatel rychle roste, při předchozím sčítání v roce 2014 žilo na ostrovech 437 535 lidí, včetně 16 % cizinců. Předpokládá se však, že počet cizinců je podhodnocen. Například v květnu 2021 žilo na Maledivách 281 000 zahraničních pracovníků, z nichž odhadem 63 000 nemělo doklady: 3 506 Číňanů, 5 029 Nepálců, 15 670 Srílančanů, 28 840 Indů a (největší skupina cizinců pracujících v zemi) 112 588 Bangladéšanů. Mezi další přistěhovalce patří Filipínci a také různí zahraniční pracovníci ze Západu.
Obyvatelstvo je nerovnoměrně rozprostřeno po celém souostroví, které je administrativně členěno na 187 osídlených ostrovů, 168 resortů (cca 15 600 obyvatel) a 106 průmyslových ostrovů (cca 1 500 obyvatel).
Podíl obyvatel Malediv ve věku do 15 let činí cca 22 %, věková skupina 65 a starší představuje pouze cca 6 % celkové populace. Věkový medián, který rozděluje populaci na dvě stejně početné části, se od roku 1990 do roku 2024 zvýšil z 16 na 32 let. Pro porovnání v České republice v roce 2022 činil 43,7 let.
Maledivané mají různorodý původ, na ostrovy se přistěhovalo několik vln obyvatel. Prvními obyvateli byli pravděpodobně Tamilové a Sinhálci z Indie a Srí Lanky. Úřední jazyk země, maledivština, je příbuzný sinhálštině a je ovlivněna arabštinou, angličtinou, hindštinou a urdštinou. Píše se písmem tána.
Státním náboženstvím Malediv je islám a obyvatelstvo je převážně sunnitské. V polovině 90. let 20. století bylo v zemi více než 700 mešit. Podle maledivské ústavy musí být všichni občané muslimové a pouze sunnitští muslimové mohou zastávat veřejné funkce. Podle seznamu Open Doors World Watch jsou křesťané na Maledivách velmi silně pronásledováni. Uzavřené a homogenní maledivské komunity také sledují, zda nedochází k náboženským deviacím. Podle organizace může konverze ke křesťanství snadno vést k udání muslimským úřadům.
Na Maledivách jsou dětem nabízeny tři různé typy základních škol. Ve školách Maktabe se čte a recituje Korán, ale existují také školy v maledivštině a angličtině. Další vzdělávání je dostupné pouze v angličtině. Základní a střední školu navštěvují prakticky všechny děti ve věku 6-15 let, ale mnohem méně jich pokračuje na vyšších stupních. Maledivská národní univerzita začala nabízet bakalářské studium v roce 2000, ale na univerzitní úrovni je jen málo možností. Celkem 98 % obyvatel podle sčítání lidu z roku 2022 umí číst maledivsky a 81 % osob starších 10 let také anglicky.

### Náboženství
Na Maledivách byl do 12. století převládajícím náboženstvím buddhismus, údajně od 3. století př. n. l. Nacházejí se zde stúpy nazývané v místním jazyce hawitta. Předtím je doložen hinduismus, resp. védská náboženství. Od 14. století se rozšířil sunnitský islám. V zemi dnes platí islámské právo šaría. Islám má i ze zákona výsadní postavení. 
Šíitů je 0,1 %. Na ostrovech dále žije 0,29 % křesťanů (přibližně polovina katolíků a polovina protestantů), 0,65 % buddhistů (théravádového směru), 0,29 % hinduistů (z nichž většina jsou višnuisté) a nemálo stoupenců dalších náboženství. Tito, ač jsou stálými obyvateli, nejsou občany země. Konverze od islámu je trestná a v krajním případě může znamenat až trest smrti.

### Města
Oficiální status města mají na celém souostroví pouze 4 města. Počet jejich registrovaných obyvatel se vztahuje ke konci roku 2022:
- Male: 77 628 obyvatel
- Addu: 34 772 obyvatel
- Fuvammulah: 13 037 obyvatel
- Kulhudhuffushi: 10210  obyvatel

## Ekonomika

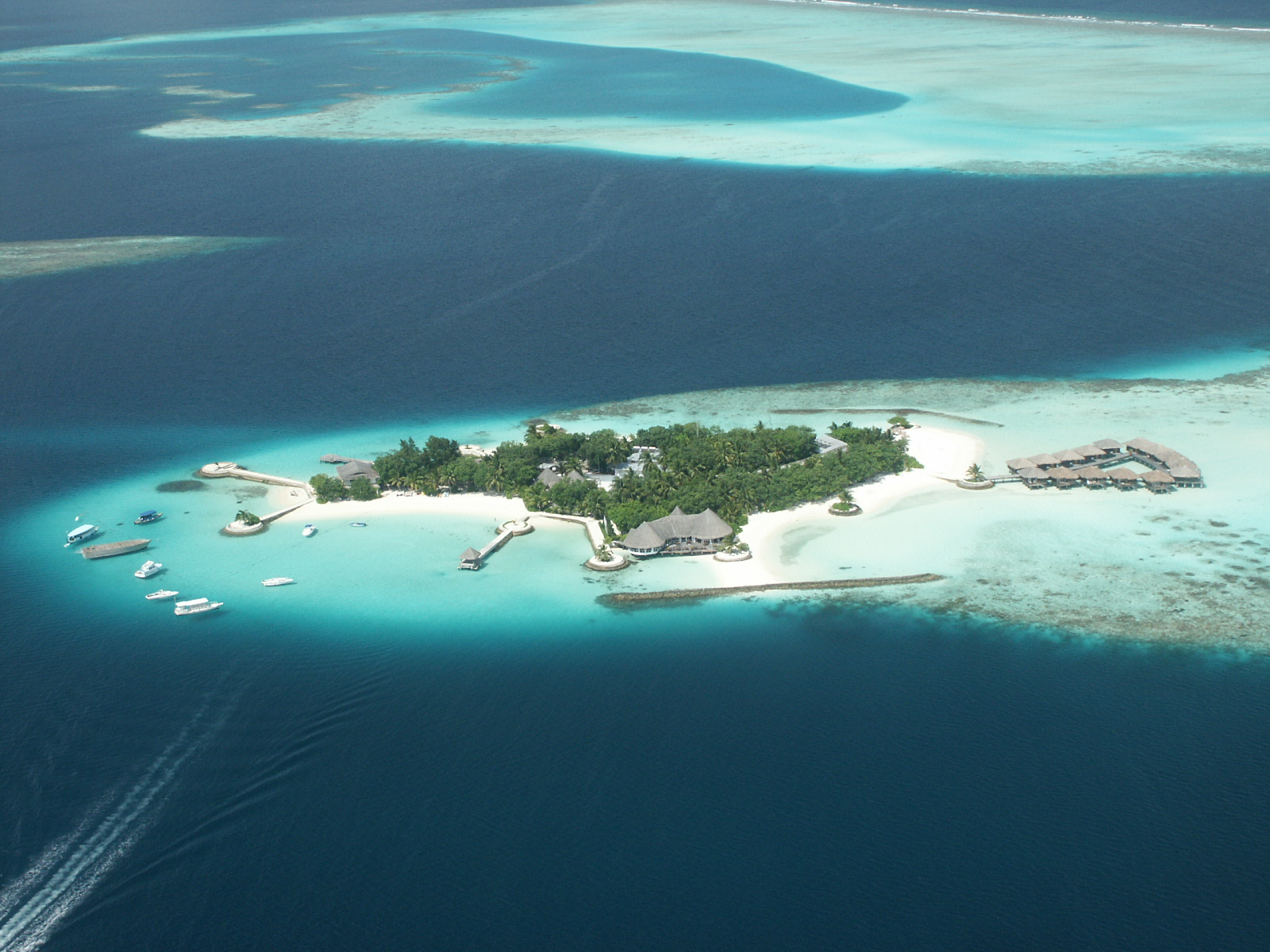
Významným sektorem ekonomiky je turistický ruch

Maledivy jsou klasifikovány jako země se smíšenou ekonomikou s vyšším středním příjmem. Ekonomicky jsou založeny především na cestovním ruchu, rybolovu a lodní dopravě. V indexu lidského rozvoje jim patří 93. místo, přičemž příjem na obyvatele je výrazně vyšší než u ostatních zemí jižní Asie. 
Na začátku 70. let byly Maledivy jednou z 20 nejchudších zemí světa se 100 000 obyvateli. Ekonomika v té době byla do značné míry závislá na rybolovu a obchodování s místním zbožím. Maledivská vláda zahájila v 80. letech ekonomickou reformu. Byly zrušeny dovozní kvóty a poskytnuto více příležitostí soukromému sektoru. V té době byl sektor cestovního ruchu v počáteční fázi.
Přestože před vyhlášením nezávislosti v roce 1968 byly Maledivy ekonomicky málo vyspělé, nejedná se již o nijak chudý stát, i když stále patří k rozvojovým zemím. Peníze přináší především turistický průmysl. Dalším významným sektorem je rybářství. Hrubý domácí produkt v přepočtu na hlavu se pohybuje kolem 17 000 USD (odhad z roku 2024).

### Turistika

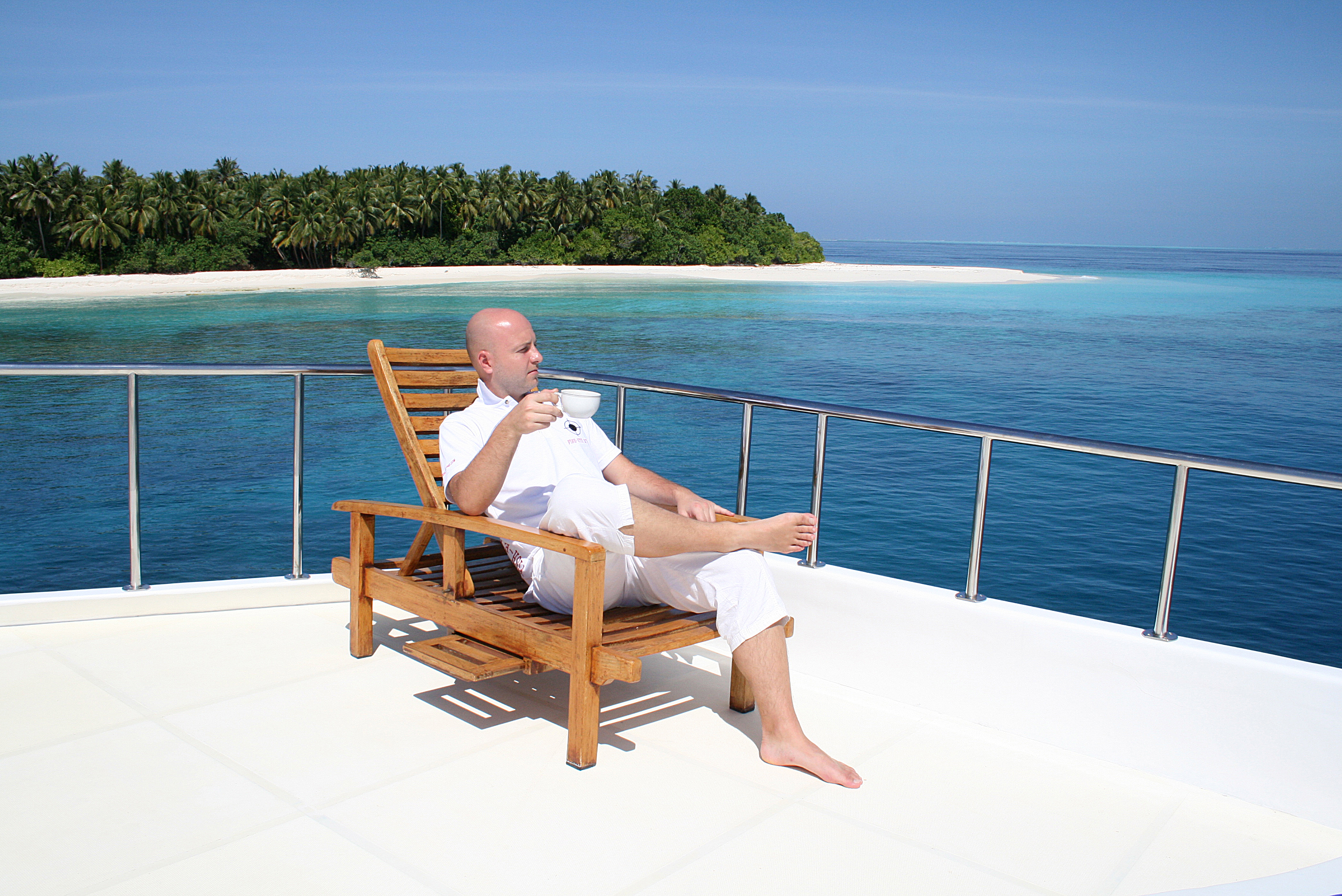
Maledivy jsou mezi turisty oblíbené pro odpočinek, ale také pro potápění

Maledivy zůstaly turistům do značné míry neznámé až do začátku 70. let 20. století. Vznik cestovního ruchu v roce 1972 proměnil ekonomiku a změnil ji ze závislosti na rybolovu na turistickou zemi. Za pouhé tři a půl desetiletí se turismus stal hlavním zdrojem příjmů. Byl také největším zdrojem cizí měny v zemi a největším přispěvatelem HDP. Od roku 2008 nabídlo 89 středisek na Maledivách více než 17 000 lůžek a každoročně hostilo přes 600 000 turistů. V roce 2019 přijelo na ostrovy více než 1,7 milionu návštěvníků.[zdroj?]

## Kultura

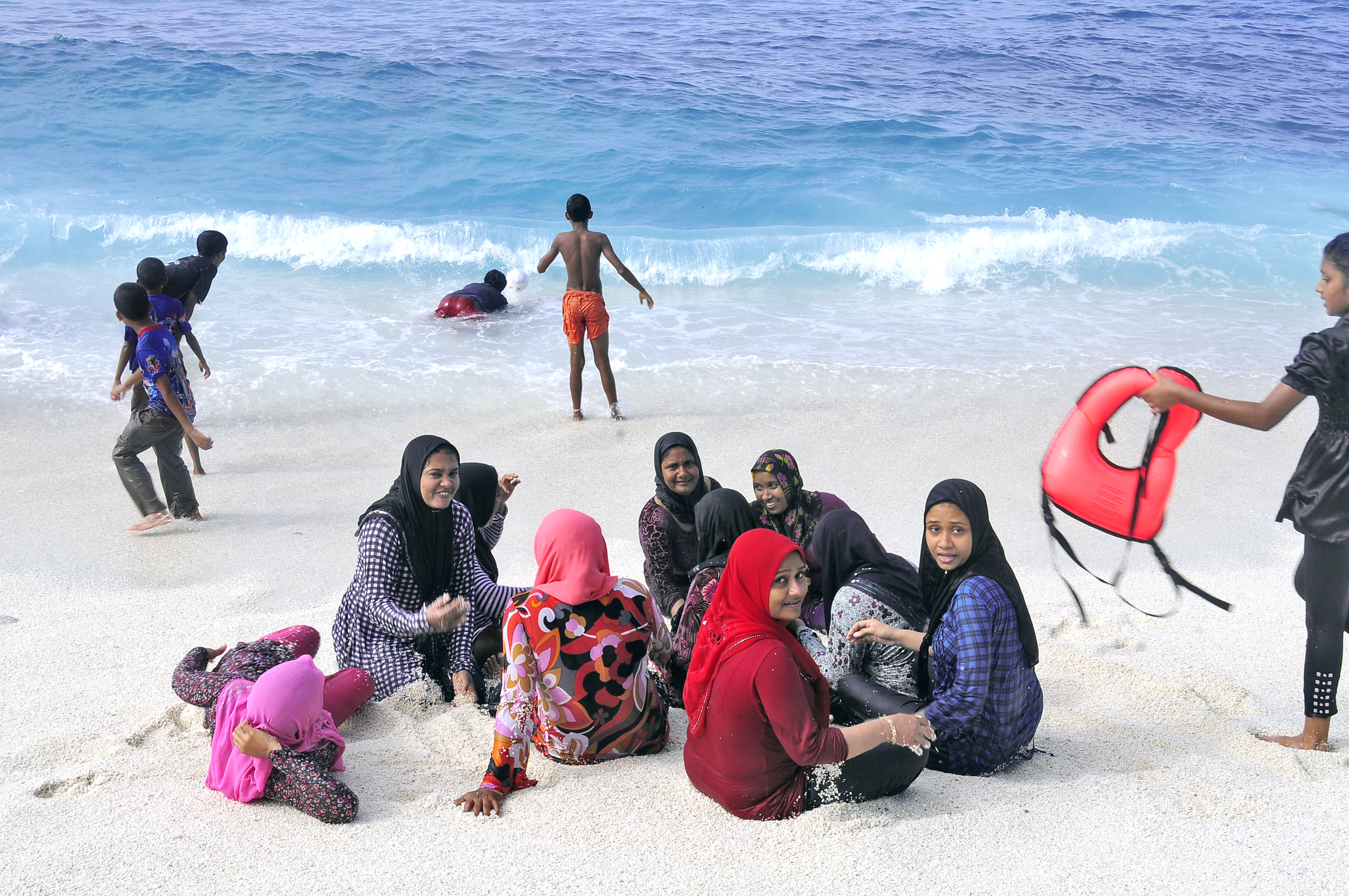
Festival Maahefun na atolu Fuvahmulah

Kultura Malediv je ovlivněna kulturou lidí různých etnik, kteří se na ostrovech v průběhu času usadili.
Od 12. století n. l. se v jazyce a kultuře Malediv projevovaly také vlivy z Arábie, a to v důsledku konverze k islámu a polohy Malediv jako křižovatky cest v centrální části Indického oceánu. To bylo způsobeno dlouhou historií obchodu mezi Dálným a Středním východem.
Odrazem toho je skutečnost, že Maledivy mají již po mnoho desetiletí nejvyšší národní rozvodovost na světě. Předpokládá se, že je to způsobeno kombinací liberálních islámských pravidel o rozvodech a relativně volných manželských svazků, které byly identifikovány jako běžné u neusedlých a polousedlých národů bez historie plně rozvinutých agrárních majetkových a příbuzenských vztahů.
Z kulturního hlediska pociťují Maledivané určitou spřízněnost se severní Indií prostřednictvím svého jazyka, který je příbuzný s jazyky severní Indie. Většina starší generace Maledivanů ráda sleduje hindské filmy a poslouchá hindské písně. Mnoho populárních maledivských písní vychází z hindských melodií. Důvodem je, že z podobného jazyka se vyvíjejí podobné rytmy a kadence. Ve skutečnosti je pro Maledivce velmi snadné napasovat místní text na hindskou píseň. Bollywoodské písně patří na Maledivách k nejoblíbenějším, zejména ty staré od Mohammada Rafiho, Mukeshe, Laty Mangeškar a Ašy Bhonsle. Proto většina místních maledivských tanců a písní vychází ze severoindických tanců kathak a hindských písní (nebo je jimi ovlivněna). Oblíbeným hudebním nástrojem Maledivců je bulbul tarang, druh horizontálního akordeonu. Tento nástroj se také používá k doprovodu zbožných písní, jako jsou Maulūd a Maadhaha. Bubenická vystoupení Bodu Beru (doslova „velký buben“) mají údajně africké kořeny.
Maledivská kuchyně logicky využívá velké množství ryb, především pak tuňáka. Z tuňáka se často vyrábí pasta rihaakuru, která je základem mnoha maledivských jídel. Ryby se ale často také suší. Další důležitou ingrediencí je kokos, ze kterého se vyrábí kokosové mléko a kokosový olej - další důležité ingredience maledivské kuchyně. Mezi další používané ingredience patří škrobové plodiny, jako je rýže, taro (kolokázie jedlá), batáty (sladké brambory) nebo maniok. Používá se také ovoce, nejčastěji chlebovník a pandán. Mezi používaná koření patří chilli a kari. Maledivská kuchyně byla ovlivněna indickou kuchyní (především pak kuchyní jižní Indie) a srílanskou kuchyní. Populární je tzv. hedhikaa, což jsou malé porce jídla, například samosy (taštičky) nebo smažené kousky masa, podávané jako svačina.